# Rue Jacques Hillairet
Die Rue Jacques Hillairet ist eine Straße im Stadtviertel Picpus im 12. Arrondissement von Paris.

## Lage
Die Rue Jacques Hillairet beginnt am Jardin de Reuilly – Paul Pernin mit dem Coulée verte René-Dumont und führt als Einbahnstraße zur Rue de Reuilly.

## Namensursprung
Sie führt den Namen des Historikers Jacques Hillairet (1886–1984), der vor allem die Geschichte von Paris und der Straßen der Stadt (Dictionnaire historique des rues de Paris) beschrieben hat.

## Geschichte
Die Straße ist im Rahmen der Neugestaltung (ZAC) von Reuilly entstanden und wurde zunächst unter der Bezeichnung «voie BC/12» geführt. Durch den Stadtratsbeschluss vom 14. März 1990 erhielt sie ihre derzeitige Benennung.

## Sehenswürdigkeiten
- Bei der Hausnummer 9 steht eine große Sonnenuhr.[4]
- Eingang zum Parkweg Coulée verte René-Dumont und Jardin de Reuilly – Paul Pernin

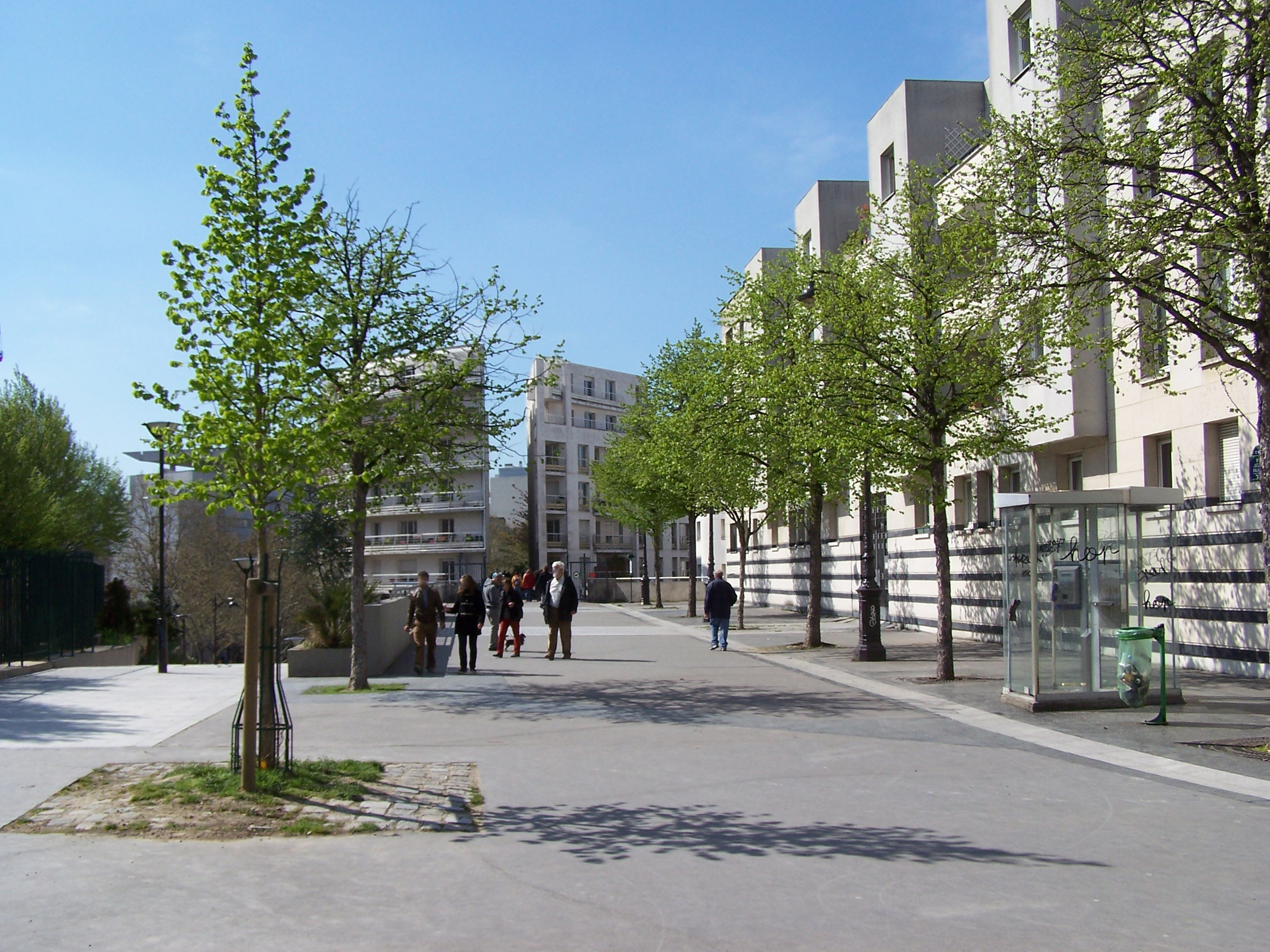
Die Straße in der Nähe des Coulée verte
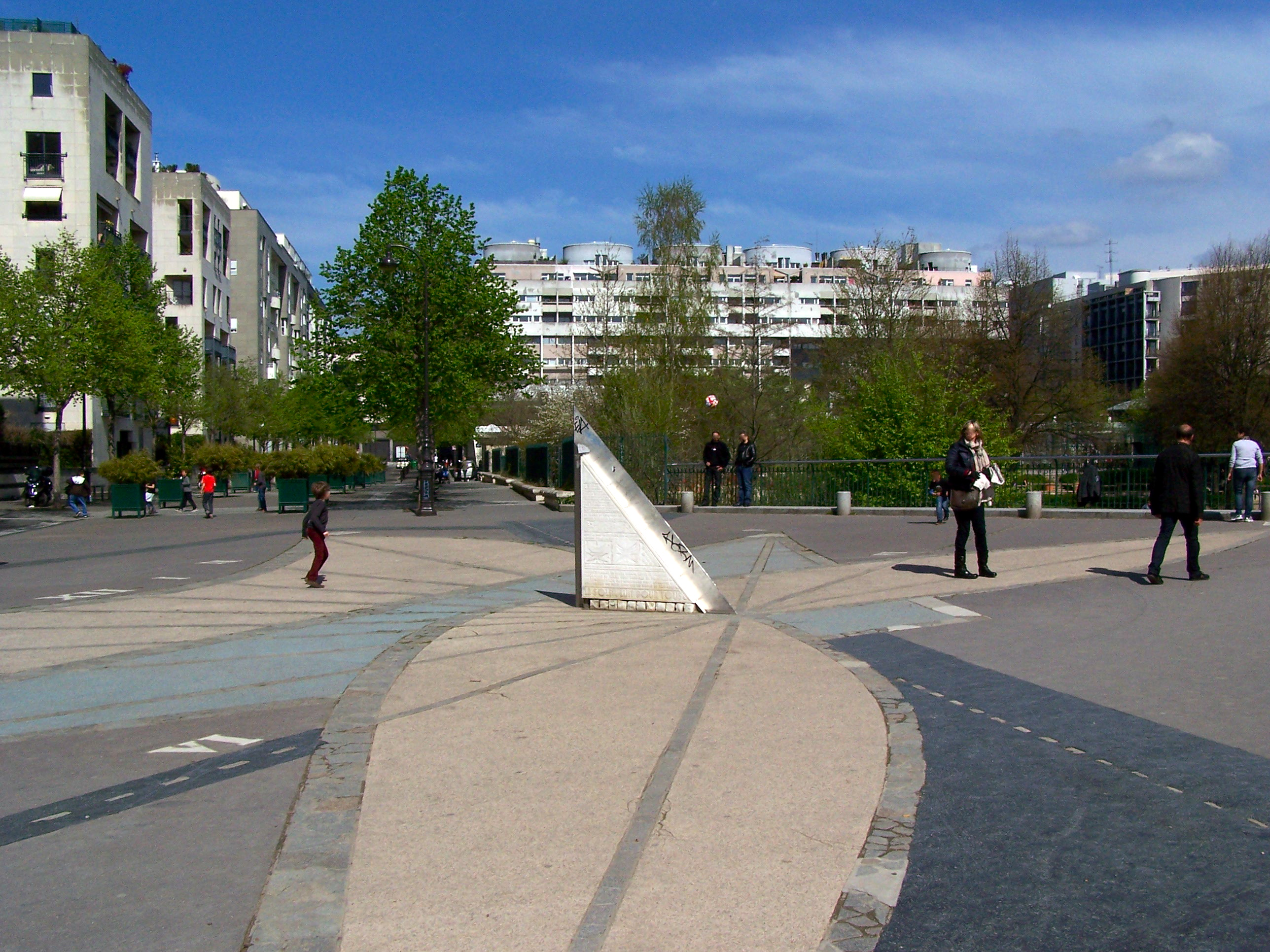
Die Sonnenuhr